# Haironville
Haironville – miejscowość i gmina we Francji, w regionie Grand Est, w departamencie Moza.
Według danych na rok 1990 gminę zamieszkiwało 605 osób, a gęstość zaludnienia wynosiła 62 osób/km² (wśród 2335 gmin Lotaryngii Haironville plasuje się na 533. miejscu pod względem liczby ludności, natomiast pod względem powierzchni na miejscu 616.).